# Franz Kamphaus
Franz Kamphaus, né le 2 février 1932 à Lüdinghausen (Westphalie, Prusse, Allemagne) et mort le 28 octobre 2024 à Aulhausen (Rüdesheim am Rhein, Hesse, Allemagne), est un prélat catholique allemand, évêque de Limbourg de 1982 à 2007.

## Biographie

### Formation
Franz Kamphaus est le cinquième enfant d'une famille de paysans. Après ses études secondaires, il étudie la théologie et la philosophie catholique au Collège Augustinianum de Gaesdonck (de), à l'Université de Münster et à l'Université Louis-et-Maximilien de Munich.
Le 21 février 1959 il est ordonné prêtre par Mgr Michael Keller (de).
En 1968, il étudie l'exégèse et obtient son doctorat grâce à une thèse sur les problèmes concernant la proclamation de Pâques et les miracles.

### Professorat
En 1972, Franz Kamphaus devient membre du conseil scientifique et professeur de théologie pastorale et d'homilétique. À partir de 1973, il devient également recteur du séminaire du diocèse.

### Épiscopat
Le 3 mai 1982, Franz Kamphaus est nommé évêque de Limbourg par le Pape Jean-Paul II. Il est alors consacré le 13 juin suivant par le cardinal Joseph Höffner, assisté de Mgrs Reinhard Lettmann et Pierre-Marie Coty. Il choisit comme devise « Evangelizare pauperibus » (« annoncer l'Évangile aux pauvres»), tiré de l'Évangile selon Luc (Lc 4,18).
Jusqu'à l'automne 2006, Mgr Kamphaus est président de la Commission pour l'Église universelle de la Conférence épiscopale allemande.
Alors qu'il arrive à sa 75e année, conformément au droit canonique, il dépose sa démission. Le pape Benoît XVI l'accepte dès le 2 février 2007.
Après sa retraite, il devient aumônier à Saint-Vincent de Rheingau, où il est également retiré.